# Liste der Grafen von Flandern
Die Liste der Grafen von Flandern enthält die Inhaber der Grafschaft Flandern.
Die Grafschaft ging aus dem alten römischen pagus Flandrensis hervor, welches seit der fränkischen Reichsteilung von Verdun 843 dem westfränkischen Reich angehörte. Wohl im Jahr 864 belieh der westfränkische König Karl der Kahle seinen Schwiegersohn Balduin I. Eisenarm mit dem pagus aus dem sich im Verlauf des Mittelalters die Grafschaft Flandern herausbildete. Über das Mittelalter hinweg gehörte die Grafschaft Frankreich an, bis sie 1525 an das Heilige Römische Reich abgetreten wurde. 1801 wurde die historische Provinz Flandern erneut Frankreich zugesprochen, 1815 dem Vereinigten Königreich der Niederlande. Seit 1830 gehört die dem Königreich Belgien an.

Das Wappen von Flandern

## Haus Flandern (864–1119)
| Name                         | Herrschaft | Verwandtschaft       | Anmerkungen                         |
| ---------------------------- | ---------- | -------------------- | ----------------------------------- |
| Balduin I. Eisenarm          | 864–879    |                      |                                     |
| Balduin II. der Kahle        | 879–918    | Sohn des Vorgängers  |                                     |
| Arnulf I. der Große          | 918–964    | Sohn des Vorgängers  |                                     |
| Balduin III.                 | 958–962    | Sohn des Vorgängers  | Mitregent                           |
| Arnulf II. der Jüngere       | 964–988    | Sohn des Vorgängers  |                                     |
| Balduin IV. Schönbart        | 988–1035   | Sohn des Vorgängers  |                                     |
| Balduin V. der Fromme        | 1035–1067  | Sohn des Vorgängers  |                                     |
| Balduin VI. der Gute         | 1067–1070  | Sohn des Vorgängers  | auch Graf von Hennegau (Balduin I.) |
| Arnulf III. der Unglückliche | 1070–1071  | Sohn des Vorgängers  | auch Graf von Hennegau (Arnulf I.)  |
| Robert I. der Friese         | 1071–1093  | Onkel des Vorgängers |                                     |
| Robert II. von Jerusalem     | 1093–1111  | Sohn des Vorgängers  |                                     |
| Balduin VII. mit dem Beil    | 1111–1119  | Sohn des Vorgängers  |                                     |

## Haus Estridsson (1119–1127)
| Name          | Herrschaft | Verwandtschaft      | Anmerkungen |
| ------------- | ---------- | ------------------- | ----------- |
| Karl der Gute | 1119–1127  | Enkel von Robert I. |             |

## Rolloniden (1127–1128)
| Name             | Herrschaft | Verwandtschaft         | Anmerkungen |
| ---------------- | ---------- | ---------------------- | ----------- |
| Wilhelm I. Clito | 1127–1128  | Urenkel von Balduin V. |             |

## Haus Châtenois (1128–1194)
| Name                | Herrschaft | Verwandtschaft           | Anmerkungen |
| ------------------- | ---------- | ------------------------ | ----------- |
| Dietrich von Elsass | 1128–1168  | Enkel von Robert I.      |             |
| Philipp I.          | 1168–1191  | Sohn des Vorgängers      |             |
| Margarete I.        | 1191–1194  | Schwester des Vorgängers |             |

## Haus Flandern (1194–1251)
| Name                       | Herrschaft | Verwandtschaft                                          | Anmerkungen                                                                      |
| -------------------------- | ---------- | ------------------------------------------------------- | -------------------------------------------------------------------------------- |
| Balduin VIII.              | 1191–1194  | Ehemann von Margarete I. und Ur-Urenkel von Balduin VI. | auch Graf von Hennegau (Balduin V.)                                              |
| Balduin IX.                | 1194–1205  | Sohn des Vorgängers                                     | auch Graf von Hennegau (Balduin VI.) auch Kaiser von Konstantinopel (Balduin I.) |
| Johanna I.                 | 1205–1244  | Tochter des Vorgängers                                  | auch Gräfin von Hennegau                                                         |
| Ferdinand von Portugal     | 1212–1233  | 1. Ehemann von Johanna I.                               | Mitregent                                                                        |
| Thomas von Savoyen         | 1239–1244  | 2. Ehemann von Johanna I.                               | Mitregent                                                                        |
| Margarete II. die Schwarze | 1244–1278  | Schwester von Johanna I.                                | auch Gräfin von Hennegau                                                         |

## Haus Dampierre (1278–1384)
| Name           | Herrschaft | Verwandtschaft         | Anmerkungen |
| -------------- | ---------- | ---------------------- | ----------- |
| Wilhelm II.    | 1246–1251  | Sohn der Vorgängerin   | Mitregent   |
| Guido I.       | 1278–1305  | Bruder des Vorgängers  |             |
| Robert III.    | 1305–1322  | Sohn des Vorgängers    |             |
| Ludwig I.      | 1322–1346  | Enkel des Vorgängers   |             |
| Ludwig II.     | 1346–1384  | Sohn des Vorgängers    |             |
| Margarete III. | 1384–1405  | Tochter des Vorgängers |             |

## Haus Burgund (1384–1482)
| Name                  | Herrschaft | Verwandtschaft              | Anmerkungen               |
| --------------------- | ---------- | --------------------------- | ------------------------- |
| Philipp II. der Kühne | 1384–1404  | Ehemann von Margarethe III. | auch Herzog von Burgund   |
| Johann Ohnefurcht     | 1404–1419  | Sohn des Vorgängers         | auch Herzog von Burgund   |
| Philipp III. der Gute | 1419–1467  | Sohn des Vorgängers         | auch Herzog von Burgund   |
| Karl der Kühne        | 1467–1477  | Sohn des Vorgängers         | auch Herzog von Burgund   |
| Maria                 | 1477–1482  | Tochter des Vorgängers      | auch Herzogin von Burgund |

## Habsburger (1482–1797)
| Name | Herrschaft | Verwandtschaft      | Anmerkungen                                                                              |
| --- | ---------- | ------------------- | ---------------------------------------------------------------------------------------- |
| Maximilian | 1477–1482  | Ehemann von Maria   | später auch römisch-deutscher Kaiser (Maximilian I.)                                     |
| Philipp der Schöne | 1482–1506  | Sohn des Vorgängers | ab 1504 auch König von Kastilien (Philipp I.)                                            |
| Karl | 1516–1555  | Sohn des Vorgängers | ab 1520 auch römisch-deutscher Kaiser (Karl V.) ab 1516 auch König von Spanien (Karl I.) |
| Im Frieden von Madrid 1525 war Frankreich gezwungen die Oberlehnshoheit auf Flandern zugunsten des heiligen römischen Reichs aufzugeben. Im Augsburger Vertrag von 1548 wurde Flandern mit den anderen sechzehn niederländischen Provinzen zu einer staatsrechtlichen Einheit innerhalb des burgundischen Reichskreis vereint, die von einem Landesfürsten regiert werden sollte. |            |                     |                                                                                          |
| Kaiser Karl V. sprach 1555 die Niederlande seinen Nachkommen in Spanien zu. 1581 separierten sich die sieben nördlichen Provinzen zur Republik der Sieben Vereinigten Provinzen. Flandern verblieb bei Habsburg, siehe dazu: Spanische Niederlande (1555–1714) |            |                     |                                                                                          |
| Im Rastatter Friede wurden die zehn niederländischen Provinzen, darunter Flandern, den österreichischen Habsburgern zugesprochen. Siehe dazu: Österreichische Niederlande (1714–1797/1801) |            |                     |                                                                                          |
| Im Frieden von Campo Formio 1797 trat Habsburg die österreichischen Niederlande an Frankreich ab. 1801 erfolgte im Frieden von Lunéville die endgültige Abtretung der Provinzen, einschließlich Flanderns, vom heiligen römischen Reich an Frankreich. |            |                     |                                                                                          |

ab 1506 siehe Statthalter der habsburgischen Niederlande

## Flandern von 1797 bis heute
| Französische Herrschaft (1797–1815) |
| Auf dem Wiener Kongress 1815 wurde Flandern dem neu gegründeten Vereinigten Königreich der Niederlande zugesprochen.                                                                                           |
| Niederländische Herrschaft (1815–1830) |
| Während der belgischen Revolution 1830 separierten sich die katholischen Provinzen vom Königreich der Niederlande und gründeten das Königreich Belgien, dem die historische Provinz Flandern seither angehört. |

## Moderne Verwendung des Grafentitels
Heute ist der Graf von Flandern (Comte de Flandre bzw. Graaf van Vlaanderen) ein Adelstitel im Königreich Belgien, der Bezug auf die historische Grafschaft Flandern nimmt. Der Titel ist bislang zweimal an Mitglieder des belgischen Königshauses verliehen worden.
Der Titel des Grafen von Flandern wurde ad personam zugeschrieben und war nicht erblich (königliche Erlasse von 1840, 1891 und 1910). Dieser Titel wurde dem zweiten Sohn des Königs zugeschrieben.
- Philipp von Belgien († 1905), zweiter Sohn König Leopolds I., Graf von Flandern seit 1840
- Karl von Belgien († 1983), zweiter Sohn König Alberts I., Graf von Flandern seit 1910[1][2]

Seit 1983 wurde der Titel nicht mehr vergeben.